# Altach (Weitnau)
Altach (mundartlich: Altach) ist ein Gemeindeteil der Marktgemeinde Weitnau im bayerisch-schwäbischen Landkreis Oberallgäu.

## Geographie
Die Einöde liegt circa vier Kilometer nordöstlich des Hauptorts Weitnau. Südlich der Ortschaft fließt der Altbach.

## Ortsname
Der der Ortsname bezieht sich auf den Bachnamen Altach (heute: Altbach) für alter Bach und bedeutet somit (Siedlung an der) Altach (= am Altwasser).

## Geschichte
Altach wurde erstmals urkundlich im Jahr 1875 mit zwei Wohnhäuser erwähnt. Der Ort gehörte bis 1972 der Gemeinde Wengen an, die durch die bayerische Gebietsreform in der Gemeinde Weitnau aufging.